# Lijst van beschermd erfgoed in Amel
Onderstaande tabel geeft een overzicht van de beschermde erfgoederen in de gemeente Amel. Het beschermd erfgoed maakt deel uit van het cultureel erfgoed in België.
| Object | Bouwjaar/architect | Deelgemeente | Adres | Coördinaten                   | Nummer | Afbeelding |
| --- | ------------------ | ------------ | ----- | ----------------------------- | ------ | --- |
| Marktkruis bij de Sint-Hubertuskerk                                                                                   |                    |              |       | 50° 21' 17" NB, 6° 10' 12" OL | 31004  | Marktkruis bij de Sint-Hubertuskerk                                                                                   |
| Sint-Hubertuskerk (Amel) en begraafplaats                                                                             |                    |              |       | 50° 21' 17" NB, 6° 10' 12" OL | 31027  | Sint-Hubertuskerk (Amel) en begraafplaats                                                                             |
| Sint-Antoniuskapel |                    |              |       | 50° 21' 17" NB, 6° 10' 12" OL | 31428  | Sint-Antoniuskapel |
| Sint-Sebastiaankapel te Eibertingen: gevels, dak, sacristie, altaar en twee polychrome houten beelden uit de 18e eeuw |                    |              |       | 50° 21' 39" NB, 6° 9' 26" OL  | 31006  | Sint-Sebastiaankapel te Eibertingen: gevels, dak, sacristie, altaar en twee polychrome houten beelden uit de 18e eeuw |
| Sint-Barbarakapel te Iveldingen                                                                                       |                    |              |       | 50° 21' 41" NB, 6° 7' 43" OL  | 31007  | Sint-Barbarakapel te Iveldingen                                                                                       |
| Sint-Martinuskerk te Meyerode                                                                                         |                    |              |       | 50° 19' 44" NB, 6° 11' 20" OL | 31008  | Sint-Martinuskerk te Meyerode                                                                                         |
| Het herdenkingskruis «Grawet Kreuz» te Ommerscheid                                                                    |                    |              |       | 50° 19' 42" NB, 6° 13' 21" OL | 31005  | Het herdenkingskruis «Grawet Kreuz» te Ommerscheid                                                                    |
| Hof Schoppen te Schoppen (gevels, daken, poort links van de woning, en een deel binnenin de woning)                   |                    |              |       | 50° 23' 26" NB, 6° 10' 45" OL | 31009  | Hof Schoppen te Schoppen (gevels, daken, poort links van de woning, en een deel binnenin de woning)                   |
| Hülsburg in Schwarzenvenn (midden in het perceel A 20)                                                                |                    |              |       | 50° 20' 44" NB, 6° 6' 38" OL  | 31021  | |